# Acacia amentifera
Acacia amentifera é uma espécie de leguminosa do gênero Acacia, pertencente à família Fabaceae.